# جیجی پرویتی
جیجی پرویتی (انگلیسی: Gigi Proietti؛ زادهٔ ۲ نوامبر ۱۹۴۰ – درگذشته ۲ نوامبر ۲۰۲۰) هنرپیشه، کمدین و خواننده ایتالیایی بود. از فیلم‌هایی که وی در آن نقش داشته است، می‌توان به قرار ملاقات، یک عروسی، بیا درباره زن‌ها حرف بزنیم، بی‌خیال درس، کلبه ساحلی، جایزه، تابستانی کنار دریا، عشق و انرژی، انتقام تفنگداران و زوزه اشاره کرد.